# 1979 na Alemanha
Esta é uma cronologia dos fatos acontecimentos de ano 1979 na Alemanha.

## Eventos
- 23 de maio: O ex-presidente do Parlamento alemão, Karl Carstens, da CDU, é eleito quinto presidente da Alemanha Ocidental pela Assembleia Federal da Alemanha.
- 31 de maio: Richard Stücklen é eleito presidente do Parlamento alemão.
- 10 de junho: As eleições parlamentares na União Europeia são realizadas na Alemanha Ocidental.